# Heliconius semibrunnea
Heliconius semibrunnea är en fjärilsart som beskrevs av Friedrich Wilhelm Niepelt 1923. Heliconius semibrunnea ingår i släktet Heliconius och familjen praktfjärilar. Inga underarter finns listade i Catalogue of Life.